# Copelatus nitens
Copelatus nitens är en skalbaggsart som beskrevs av Bilardo och Rocchi 1999. Copelatus nitens ingår i släktet Copelatus och familjen dykare. Inga underarter finns listade i Catalogue of Life.